# 香川証券

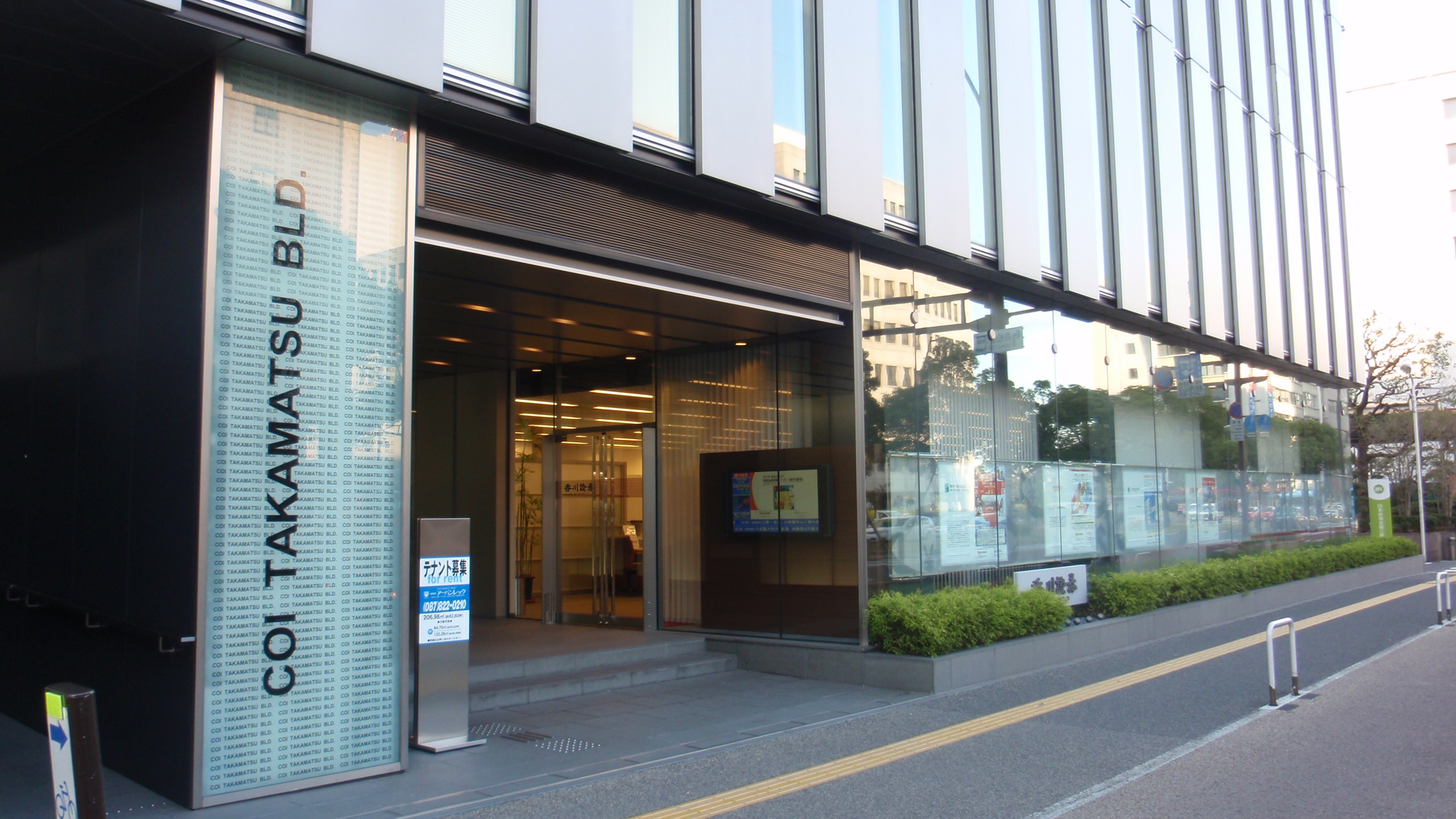
寿町二丁目にある本店営業部

香川証券株式会社（かがわしょうけん）は、香川県高松市に本店を置く証券会社である。

## 沿革
- 1919年（大正8年）- 創業。
- 1944年（昭和19年）- 法人設立。

## 店舗
- 本社
- 本店営業部/ウェルス・マネジメント課
- 坂出支店
- 丸亀支店
- 観音寺支店
- こんぴら善通寺支店
- 三本松支店
- 鳴門支店
- 池田支店（2020年10月2日に店舗窓口業務を終了　窓口業務については伊予三島支店内に移転）
- 伊予三島支店
- 西条支店
- 高知支店
- 児島支店
- 銀座支店･IBコンサルティング部